# Успение Богородично (Брегово)
Вижте пояснителната страница за други значения на Успение Богородично.
„Успение на Пресвета Богородица“ е православна църква във видинския град Брегово, България.
Църквата е построена в 1855 година в южната част на Брегово върху основите на по-стар храм. Във вътрешността е запазен оригиналият възрожденски иконостас с икони на него. Стенописите в храма са почти напълно унищожени и от тях са останали само фрагменти. Живописта в храма е дело на видния дебърски майстор Евгений Попкузманов.
В 2015 година църквата е обновена, като е ремонтирана фасадата, дворът и част от интериора на храма. Средствата са отпуснати през есента на 2011 година по мярка 322 Обновяване и развитие на населените места от Програмата за развитие на селските райони 2007 – 2013 г. На 28 август митрополит Дометиан Видински извършва чина обновление на храм.